# G1 Climax

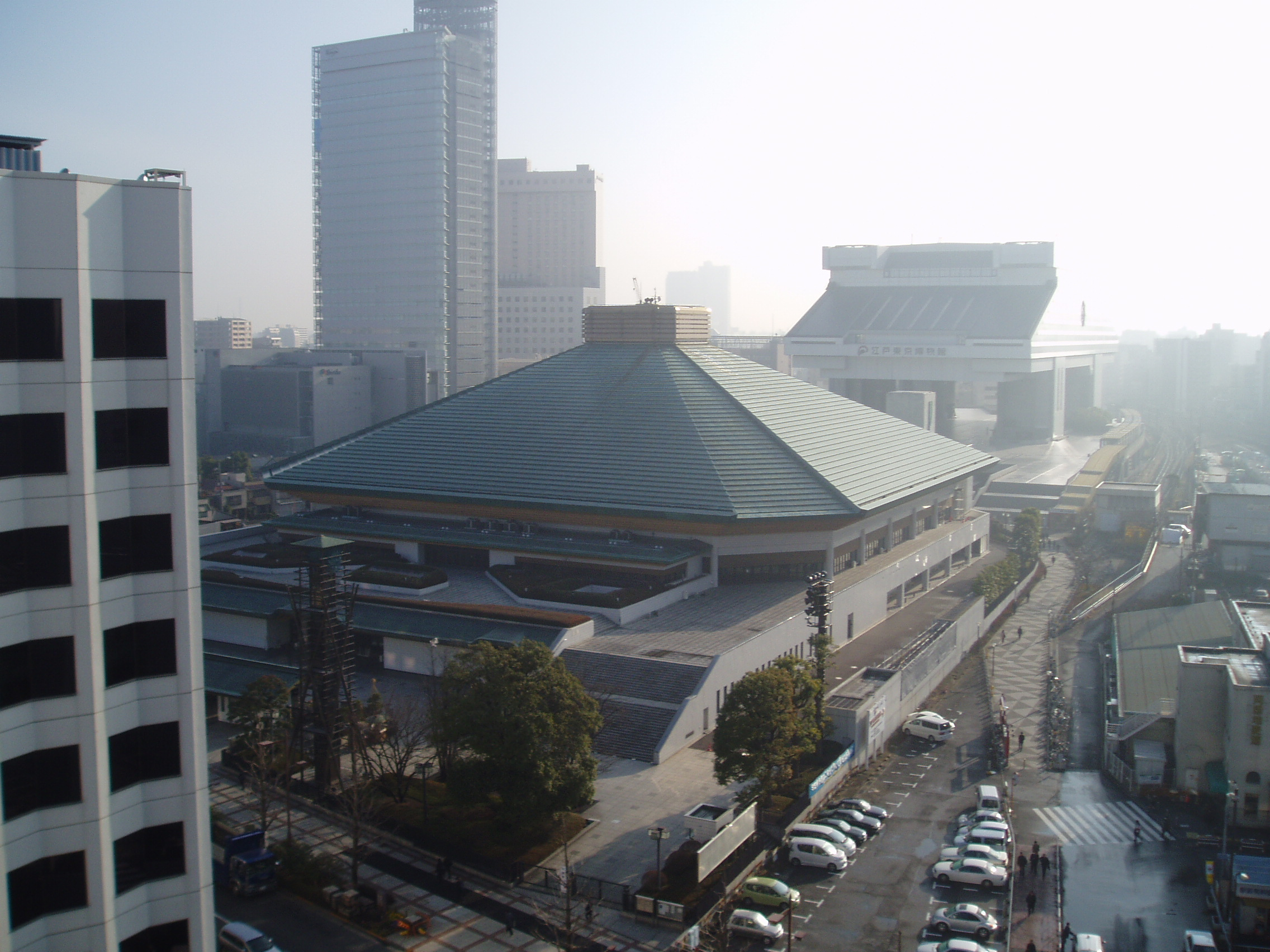
Le Ryōgoku Kokugikan, où se passent les finales des G1 Climax.

Le G1 Climax (Grade-1) est une compétition masculine de catch professionnel qui se déroule ordinairement tous les ans de juillet à août au Japon. Cette compétition a été créée en 1974 par la New Japan Pro Wrestling sous le nom World League, puis MSG League et International Wrestling Grand Prix et a finalement adopté le nom de G1 Climax à partir de 1991. Le tournoi est en fait une mini-ligue, chaque catcheur reçoit 2 points par victoire, 1 pour un match nul, et 0 pour une défaite.
Le tournoi a connu 34 éditions. La dernière édition s'étant déroulée du 20 juillet au 18 août 2024.

## Histoire du tournoi

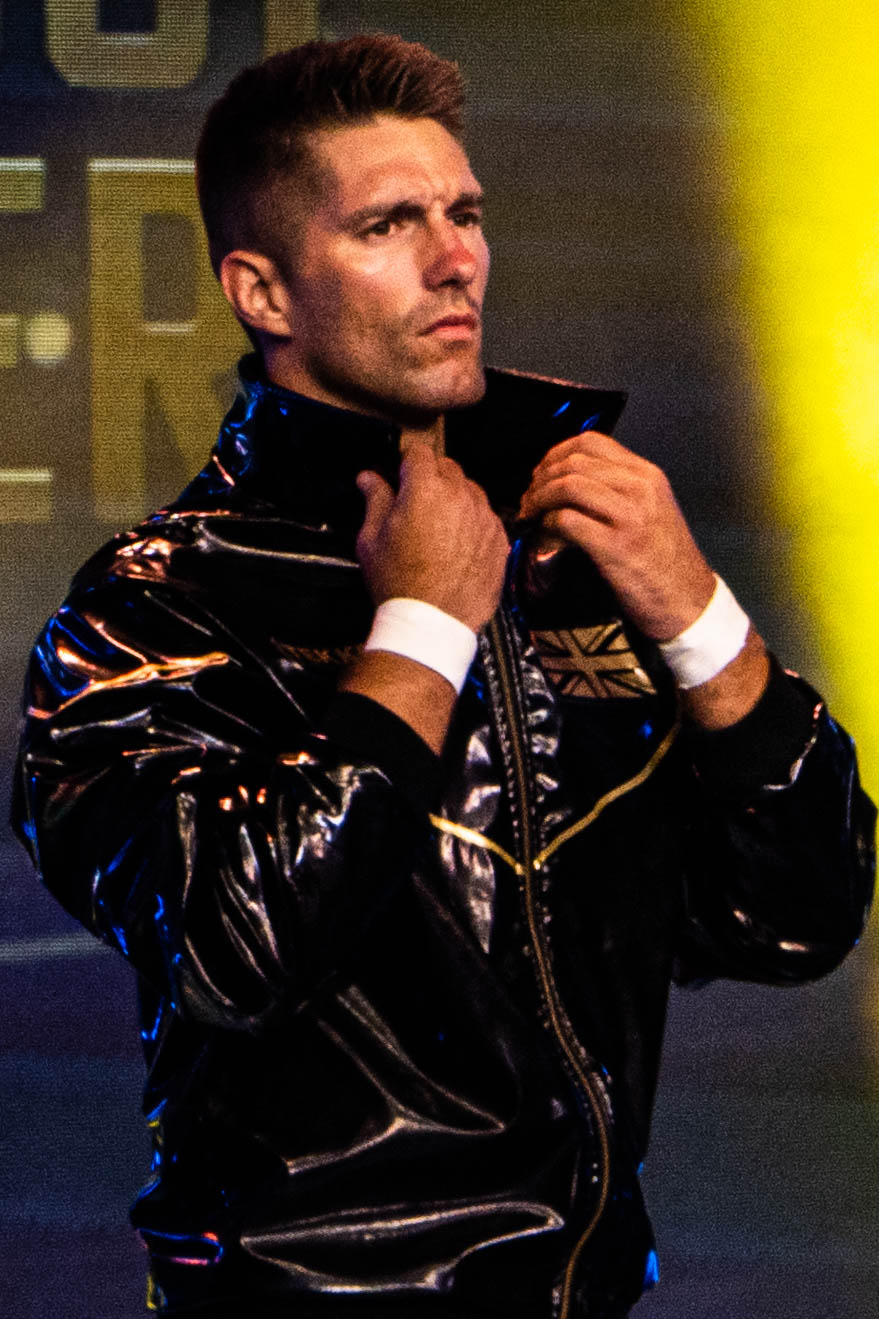
Zack Sabre, Jr., dernier vainqueur du tournoi.

La New Japan Pro Wrestling a créé un tournoi en 1974 sous différents noms : la World League (1974-77, de l'ancienne Japanese Wrestling Association), le MSG League (1978-82) ; l'International Wrestling Grand Prix League (1983-87 avec son premier vainqueur Hulk Hogan qui est devenu champion. Le championnat est dominé par la superstar du catch, Antonio Inoki. En 1987, les tournois sont arrêtés, et en 1989 cela devient World Cup Tournament avec des catcheurs de l'ancienne URSS.
La fédération crée le tournoi G1 Climax en 1991 avec comme base les meilleurs catcheurs poids-lourds qui se rencontrent dans deux poules et les premiers de chaque poule se rencontrent en finale.

## Historique
| N  | Vainqueur Finaliste | Participants (score) |
| -- | --- | --- |
| 1  | Masahiro Chōno | A: Keiji Mutō (4), Tatsumi Fujinami (3), Scott Norton (3), Big Van Vader (2) B: Masahiro Chōno (5), Shinya Hashimoto (5), Bam Bam Bigelow (2), Riki Chōshū (0) |
| 1  | Keiji Mutō | A: Keiji Mutō (4), Tatsumi Fujinami (3), Scott Norton (3), Big Van Vader (2) B: Masahiro Chōno (5), Shinya Hashimoto (5), Bam Bam Bigelow (2), Riki Chōshū (0) |
| 1  | La 1re édition s'est déroulée du 7 au 11 août 1991 et comprenait de poules de 4 catcheurs. | |
| 2  | Masahiro Chōno (2) | Masahiro Chōno, Rick Rude, Keiji Mutō, Kensuke Sasaki, Steve Austin, Scott Norton, Terry Taylor (en), Shinya Hashimoto, Arn Anderson, Barry Windham, Bam Bam Bigelow, Tony Halme, Jim Neidhart, Hiroshi Hase, The Barbarian, Super Strong Machine (en) |
| 2  | Rick Rude | Masahiro Chōno, Rick Rude, Keiji Mutō, Kensuke Sasaki, Steve Austin, Scott Norton, Terry Taylor (en), Shinya Hashimoto, Arn Anderson, Barry Windham, Bam Bam Bigelow, Tony Halme, Jim Neidhart, Hiroshi Hase, The Barbarian, Super Strong Machine (en) |
| 2  | La 2e édition s'est déroulée du 6 au 12 août 1992 et regroupait 16 catcheurs dans un tournoi éliminatoire pour le championnat du monde poids lourds de la NWA,. | |
| 3  | Tatsumi Fujinami | Tatsumi Fujinami, Hiroshi Hase, Masahiro Chōno, Keiji Mutō, Kengo Kimura (en), Hiromichi Fuyuki (en), Osamu Kido (en), Super Strong Machine (en), Shinya Hashimoto, Michiyoshi Ohara (en), Takayuki Iizuka, Ashura Hara, Yoshiaki Fujiwara (en), Takashi Ishikawa (en), Shiro Koshinaka, The Great Kabuki (en) |
| 3  | Hiroshi Hase | Tatsumi Fujinami, Hiroshi Hase, Masahiro Chōno, Keiji Mutō, Kengo Kimura (en), Hiromichi Fuyuki (en), Osamu Kido (en), Super Strong Machine (en), Shinya Hashimoto, Michiyoshi Ohara (en), Takayuki Iizuka, Ashura Hara, Yoshiaki Fujiwara (en), Takashi Ishikawa (en), Shiro Koshinaka, The Great Kabuki (en) |
| 3  | La 3e édition s'est déroulée du 3 au 17 août 1993 et regroupait 16 catcheurs incluant Hiromichi Fuyuki, Ashura Hara, Takashi Ishikawa et The Great Kabuki de la WAR, et Yoshiaki Fujiwara de la Pro Wrestling Fujiwara Gumi,. | |
| 4  | Masahiro Chōno (3) | A : Masahiro Chōno (8), Keiji Mutō (6), Riki Chōshū (6), Yoshiaki Yatsu (4), Yoshiaki Fujiwara (en) (4), Osamu Kido (en) (2) B : Power Warrior (7), Hiroshi Hase (6), Shinya Hashimoto (6), Tatsumi Fujinami (6), Shiro Koshinaka (5), Takayuki Iizuka (0) |
| 4  | Power Warrior | A : Masahiro Chōno (8), Keiji Mutō (6), Riki Chōshū (6), Yoshiaki Yatsu (4), Yoshiaki Fujiwara (en) (4), Osamu Kido (en) (2) B : Power Warrior (7), Hiroshi Hase (6), Shinya Hashimoto (6), Tatsumi Fujinami (6), Shiro Koshinaka (5), Takayuki Iizuka (0) |
| 4  | La 4e édition s'est déroulée du 3 au 7 août 1994 sous le même format que la 1re édition, avec deux poules de 6 catcheurs incluant Yoshiaki Fujiwara de la Pro Wrestling Fujiwara Gumi et Yoshiaki Yatsu de la SPWF,. | |
| 5  | Keiji Mutō | A : Keiji Mutō (4), Masahiro Chōno (3), Ric Flair (3), Shiro Koshinaka (2) B : Shinya Hashimoto (4), Scott Norton (4), Hiroyoshi Tenzan (2), Kensuke Sasaki (2) |
| 5  | Shinya Hashimoto | A : Keiji Mutō (4), Masahiro Chōno (3), Ric Flair (3), Shiro Koshinaka (2) B : Shinya Hashimoto (4), Scott Norton (4), Hiroyoshi Tenzan (2), Kensuke Sasaki (2) |
| 5  | La 5e édition s'est déroulée du 11 au 15 août 1995 et regroupait 8 catcheurs,. | |
| 6  | Riki Chōshū | A : Riki Chōshū (8), Kensuke Sasaki (6), Hiroyoshi Tenzan (4), Shinya Hashimoto (2), Junji Hirata (en) (0) B : Masahiro Chōno (6), Shiro Koshinaka (4), Keiji Mutō (4), Kazuo Yamazaki (en) (4), Satoshi Kojima (2) |
| 6  | Masahiro Chōno | A : Riki Chōshū (8), Kensuke Sasaki (6), Hiroyoshi Tenzan (4), Shinya Hashimoto (2), Junji Hirata (en) (0) B : Masahiro Chōno (6), Shiro Koshinaka (4), Keiji Mutō (4), Kazuo Yamazaki (en) (4), Satoshi Kojima (2) |
| 6  | La 6e édition s'est déroulée du 2 au 6 août 1996, avec deux poules de 5 catcheurs,. | |
| 7  | Kensuke Sasaki | Kensuke Sasaki, Hiroyoshi Tenzan, Shinya Hashimoto, Scott Norton, Satoshi Kojima, Masahiro Chōno, The Great Muta, Buff Bagwell, Steven Regal, Tadao Yasuda, Michiyoshi Ohara (en), Kazuo Yamazaki (en), Junji Hirata (en) |
| 7  | Hiroyoshi Tenzan | Kensuke Sasaki, Hiroyoshi Tenzan, Shinya Hashimoto, Scott Norton, Satoshi Kojima, Masahiro Chōno, The Great Muta, Buff Bagwell, Steven Regal, Tadao Yasuda, Michiyoshi Ohara (en), Kazuo Yamazaki (en), Junji Hirata (en) |
| 7  | La 7e édition s'est déroulée du 1er au 3 août 1997 et réunissait 14 catcheurs dans un tournoi à éliminations directes,. | |
| 8  | Shinya Hashimoto | Shinya Hashimoto, Kazuo Yamazaki (en), Satoshi Kojima, Masahiro Chōno, Tadao Yasuda, Genichiro Tenryu, Shiro Koshinaka, Kensuke Sasaki, Big Titan, Tatsutoshi Goto (en), Osamu Nishimura (en), Manabu Nakanishi, Michiyoshi Ohara (en), Tatsumi Fujinami |
| 8  | Kazuo Yamazaki | Shinya Hashimoto, Kazuo Yamazaki (en), Satoshi Kojima, Masahiro Chōno, Tadao Yasuda, Genichiro Tenryu, Shiro Koshinaka, Kensuke Sasaki, Big Titan, Tatsutoshi Goto (en), Osamu Nishimura (en), Manabu Nakanishi, Michiyoshi Ohara (en), Tatsumi Fujinami |
| 8  | La 8e édition s'est déroulée du 31 juillet au 2 août 1998 et réunissait 16 catcheurs dans un tournoi à éliminations directes. Genichiro Tenryu, qui n'a plus de contrat avec la WAR, est invité,. | |
| 9  | Manabu Nakanishi | A : Keiji Mutō (8), Yūji Nagata (8), Kensuke Sasaki (6), Tatsumi Fujinami (6), Satoshi Kojima (2), Tadao Yasuda (0) B : Manabu Nakanishi (8), Hiroyoshi Tenzan (6), Shiro Koshinaka (6), Masahiro Chōno (6), Shinya Hashimoto (4), Kazuo Yamazaki (en) (0) |
| 9  | Keiji Mutō | A : Keiji Mutō (8), Yūji Nagata (8), Kensuke Sasaki (6), Tatsumi Fujinami (6), Satoshi Kojima (2), Tadao Yasuda (0) B : Manabu Nakanishi (8), Hiroyoshi Tenzan (6), Shiro Koshinaka (6), Masahiro Chōno (6), Shinya Hashimoto (4), Kazuo Yamazaki (en) (0) |
| 9  | La 9e édition s'est déroulée du 10 au 15 août 1999 et réunissait 12 catcheurs,. | |
| 10 | Kensuke Sasaki (2) | A : Yūji Nagata (3), Takashi Iizuka (3), Tatsumi Fujinami (2), Jushin Liger (1), Tatsutoshi Goto (en) (1) B : Kensuke Sasaki (3), Satoshi Kojima (2), Brian Johnston (en) (2), Osamu Kido (en) (0), Hiro Saito (en) (0) C : Manabu Nakanishi (3), Hiroyoshi Tenzan (3), Tadao Yasuda (2), Osamu Nishimura (en) (2), Kenzo Suzuki (0) D : Masahiro Chōno (3), Junji Hirata (en) (2), Shiro Koshinaka (2), Yutaka Yoshie (en) (2), Tatsuhito Takaiwa (1) |
| 10 | Manabu Nakanishi | A : Yūji Nagata (3), Takashi Iizuka (3), Tatsumi Fujinami (2), Jushin Liger (1), Tatsutoshi Goto (en) (1) B : Kensuke Sasaki (3), Satoshi Kojima (2), Brian Johnston (en) (2), Osamu Kido (en) (0), Hiro Saito (en) (0) C : Manabu Nakanishi (3), Hiroyoshi Tenzan (3), Tadao Yasuda (2), Osamu Nishimura (en) (2), Kenzo Suzuki (0) D : Masahiro Chōno (3), Junji Hirata (en) (2), Shiro Koshinaka (2), Yutaka Yoshie (en) (2), Tatsuhito Takaiwa (1) |
| 10 | La 10e édition s'est déroulée du 7 au 13 août 2000 et comprenait 4 poules de 5 catcheurs avec un nouveau système de points : 1 point pour une victoire et 0 pour une défaite ou un nul. C'est aussi la première fois que participent les poids lourds junior Tatsuhito Takaiwa et Jushin Liger,. | |
| 11 | Yūji Nagata | A : Yūji Nagata (7), Tadao Yasuda (6), Manabu Nakanishi (6), Kazunari Murakami (en) (5), Tatsumi Fujinami (4), Minoru Tanaka (2). B : Keiji Mutō (8), Masahiro Chōno (6), Hiroyoshi Tenzan (6), Satoshi Kojima (4), Jushin Liger (3), Osamu Nishimura (en) (3) |
| 11 | Keiji Mutō | A : Yūji Nagata (7), Tadao Yasuda (6), Manabu Nakanishi (6), Kazunari Murakami (en) (5), Tatsumi Fujinami (4), Minoru Tanaka (2). B : Keiji Mutō (8), Masahiro Chōno (6), Hiroyoshi Tenzan (6), Satoshi Kojima (4), Jushin Liger (3), Osamu Nishimura (en) (3) |
| 11 | La 11e édition s'est déroulée du 4 au 12 août 2001 et se déroulait en 2 poules avec 12 catcheurs. Retour à l'ancien mode de points. Minoru Tanaka et Jushin Liger font partie de la division poids lourds junior,. | |
| 12 | Masahiro Chōno (4) | A : Yoshihiro Takayama (8), Hiroyoshi Tenzan (6), Kensuke Sasaki (6), Hiroshi Tanahashi (4), Shiro Koshinaka (4), Yutaka Yoshie (en) (2) B : Masahiro Chōno (7), Osamu Nishimura (en) (5), Manabu Nakanishi (5), Yūji Nagata (5), Kenzo Suzuki (4), Tadao Yasuda (4) |
| 12 | Yoshihiro Takayama | A : Yoshihiro Takayama (8), Hiroyoshi Tenzan (6), Kensuke Sasaki (6), Hiroshi Tanahashi (4), Shiro Koshinaka (4), Yutaka Yoshie (en) (2) B : Masahiro Chōno (7), Osamu Nishimura (en) (5), Manabu Nakanishi (5), Yūji Nagata (5), Kenzo Suzuki (4), Tadao Yasuda (4) |
| 12 | La 12e édition s'est déroulée du 8 au 11 août 2002,. | |
| 13 | Hiroyoshi Tenzan | A : Jun Akiyama (7), Hiroyoshi Tenzan (6), Masahiro Chōno (5), Manabu Nakanishi (4), Osamu Nishimura (en) (4), Hiroshi Tanahashi (4) B : Yoshihiro Takayama (8), Yūji Nagata (5), Katsuyori Shibata (5), Yutaka Yoshie (en) (4), Shinsuke Nakamura (4), Tadao Yasuda (4) |
| 13 | Jun Akiyama | A : Jun Akiyama (7), Hiroyoshi Tenzan (6), Masahiro Chōno (5), Manabu Nakanishi (4), Osamu Nishimura (en) (4), Hiroshi Tanahashi (4) B : Yoshihiro Takayama (8), Yūji Nagata (5), Katsuyori Shibata (5), Yutaka Yoshie (en) (4), Shinsuke Nakamura (4), Tadao Yasuda (4) |
| 13 | La 13e édition s'est déroulée du 10 au 17 août 2003 et contenait 12 catcheurs. Jun Akiyama de la Pro Wrestling NOAH et Yoshihiro Takayama y sont invités,. | |
| 14 | Hiroyoshi Tenzan (2) | A : Katsuyori Shibata (8), Genichiro Tenryu (8), Shinsuke Nakamura (8), Masahiro Chōno (8), Minoru Suzuki (8), Yūji Nagata (8), Blue Wolf (en) (4), Yutaka Yoshie (en) (2) B : Hiroshi Tanahashi (12), Hiroyoshi Tenzan (11), Kensuke Sasaki (9), Kōji Kanemoto (6), Manabu Nakanishi (6), Osamu Nishimura (en) (6), Togi Makabe (4), Yoshihiro Takayama (2) |
| 14 | Hiroshi Tanahashi | A : Katsuyori Shibata (8), Genichiro Tenryu (8), Shinsuke Nakamura (8), Masahiro Chōno (8), Minoru Suzuki (8), Yūji Nagata (8), Blue Wolf (en) (4), Yutaka Yoshie (en) (2) B : Hiroshi Tanahashi (12), Hiroyoshi Tenzan (11), Kensuke Sasaki (9), Kōji Kanemoto (6), Manabu Nakanishi (6), Osamu Nishimura (en) (6), Togi Makabe (4), Yoshihiro Takayama (2) |
| 14 | La 14e édition s'est déroulée du 7 au 15 août 2004 et contenait 16 catcheurs,. | |
| 15 | Masahiro Chōno (5) | A : Masahiro Chōno (10), Toshiaki Kawada (10), Yūji Nagata (8), Hiroyoshi Tenzan (8), Minoru Suzuki (6), Kendo Kashin (5), Osamu Nishimura (en) (5), Tatsumi Fujinami (4) B : Kazuyuki Fujita (14), Shinsuke Nakamura (11), Manabu Nakanishi (10), Hiroshi Tanahashi (7), Yutaka Yoshie (en) (6), Tatsutoshi Goto (en) (4), Toru Yano (4), Togi Makabe (0) |
| 15 | Kazuyuki Fujita | A : Masahiro Chōno (10), Toshiaki Kawada (10), Yūji Nagata (8), Hiroyoshi Tenzan (8), Minoru Suzuki (6), Kendo Kashin (5), Osamu Nishimura (en) (5), Tatsumi Fujinami (4) B : Kazuyuki Fujita (14), Shinsuke Nakamura (11), Manabu Nakanishi (10), Hiroshi Tanahashi (7), Yutaka Yoshie (en) (6), Tatsutoshi Goto (en) (4), Toru Yano (4), Togi Makabe (0) |
| 15 | La 15e édition s'est déroule du 4 au 14 août 2005,. | |
| 16 | Hiroyoshi Tenzan (3) | A : Satoshi Kojima (7), Giant Bernard (5), Hiroshi Tanahashi (4), Jushin Liger (2), Manabu Nakanishi (2) B : Hiroyoshi Tenzan (8), Kōji Kanemoto (5), Yūji Nagata (4), Togi Makabe (3), Naofumi Yamamoto (0) |
| 16 | Satoshi Kojima | A : Satoshi Kojima (7), Giant Bernard (5), Hiroshi Tanahashi (4), Jushin Liger (2), Manabu Nakanishi (2) B : Hiroyoshi Tenzan (8), Kōji Kanemoto (5), Yūji Nagata (4), Togi Makabe (3), Naofumi Yamamoto (0) |
| 16 | La 16e édition s'est déroulée du 6 août au 13 août 2006 et comprenait 10 catcheurs,. | |
| 17 | Hiroshi Tanahashi | A : Togi Makabe (6), Yūji Nagata (6), Akebono (5), Giant Bernard (5), Hiroyoshi Tenzan (4), Masahiro Chōno (4) B : Shinsuke Nakamura (7), Hiroshi Tanahashi (6), Toru Yano (5), Shiro Koshinaka (4), Milano Collection A. T. (4), Manabu Nakanishi (4) |
| 17 | Yūji Nagata | A : Togi Makabe (6), Yūji Nagata (6), Akebono (5), Giant Bernard (5), Hiroyoshi Tenzan (4), Masahiro Chōno (4) B : Shinsuke Nakamura (7), Hiroshi Tanahashi (6), Toru Yano (5), Shiro Koshinaka (4), Milano Collection A. T. (4), Manabu Nakanishi (4) |
| 17 | La 17e édition s'est déroulée du 5 au 12 août 2007 et comprenait 12 catcheurs,. | |
| 18 | Hirooki Gotō | A : Togi Makabe (8), Satoshi Kojima (7), Shinjirō Ōtani (7), Manabu Nakanishi (6), Giant Bernard (6), Hiroshi Tanahashi (4), Wataru Inoue (4) B : Hirooki Gotō (8), Shinsuke Nakamura (8), Toshiaki Kawada (7), Yutaka Yoshie (en) (7), Yūji Nagata (6), Toru Yano (4), Hiroyoshi Tenzan (2) |
| 18 | Togi Makabe | A : Togi Makabe (8), Satoshi Kojima (7), Shinjirō Ōtani (7), Manabu Nakanishi (6), Giant Bernard (6), Hiroshi Tanahashi (4), Wataru Inoue (4) B : Hirooki Gotō (8), Shinsuke Nakamura (8), Toshiaki Kawada (7), Yutaka Yoshie (en) (7), Yūji Nagata (6), Toru Yano (4), Hiroyoshi Tenzan (2) |
| 18 | La 18e édition s'est déroulée du 9 au 17 août 2008 et regroupait 14 catcheurs dans 2 poules en 7 shows. | |
| 19 | Togi Makabe | A : Togi Makabe (7), Hiroshi Tanahashi (7), Masato Tanaka (7), Toru Yano (6), Takao Omori (6), Giant Bernard (5), Tajiri (4) B : Shinsuke Nakamura (12), Takashi Sugiura (7), Hirooki Gotō (6), Manabu Nakanishi (6), Yūji Nagata (5), Hiroyoshi Tenzan (4), Takashi Iizuka (2) |
| 19 | Shinsuke Nakamura | A : Togi Makabe (7), Hiroshi Tanahashi (7), Masato Tanaka (7), Toru Yano (6), Takao Omori (6), Giant Bernard (5), Tajiri (4) B : Shinsuke Nakamura (12), Takashi Sugiura (7), Hirooki Gotō (6), Manabu Nakanishi (6), Yūji Nagata (5), Hiroyoshi Tenzan (4), Takashi Iizuka (2) |
| 19 | La 19e édition s'est déroulée du 7 au 16 août 2009 avec 14 catcheurs répartis en deux groupes sur 8 représentations. | |
| 20 | Satoshi Kojima | A : Hiroshi Tanahashi (9), Togi Makabe (8), Manabu Nakanishi (8), Toru Yano (8), Prince Devitt (8), Tetsuya Naitō (7), Strong Man (en) (4), Karl Anderson (4) B : Satoshi Kojima (10), Shinsuke Nakamura (9), Gō Shiozaki (9), Hirooki Gotō (8), Yūji Nagata (8), Giant Bernard (6), Yujiro Takahashi (4), Wataru Inoue (2) |
| 20 | Hiroshi Tanahashi | A : Hiroshi Tanahashi (9), Togi Makabe (8), Manabu Nakanishi (8), Toru Yano (8), Prince Devitt (8), Tetsuya Naitō (7), Strong Man (en) (4), Karl Anderson (4) B : Satoshi Kojima (10), Shinsuke Nakamura (9), Gō Shiozaki (9), Hirooki Gotō (8), Yūji Nagata (8), Giant Bernard (6), Yujiro Takahashi (4), Wataru Inoue (2) |
| 20 | La 20e édition s'est déroulée sur 8 shows du 6 au 15 août 2010. C'est la première fois qu'un catcheur indépendant remporte le tournoi,. Naomichi Marufuji était prévu d'y participer mais a été forcé d'y renoncer à cause d'une blessure au bras le 26 juillet. Prince Devitt est annoncé pour le remplacer le 5 août. Après sa victoire, Satoshi Kojima devient le troisième homme à avoir gagné le G1 Climax et le Champion's Carnival de la All Japan Pro Wrestling. | |
| 21 | Shinsuke Nakamura | A : Tetsuya Naitō (12), Hiroshi Tanahashi (12), Yoshihiro Takayama (10), Togi Makabe (10), Giant Bernard (10), Toru Yano (10), Yūji Nagata (10), Lance Archer (8), Yujiro Takahashi (6), Hideo Saito (2) B : Shinsuke Nakamura (14), Satoshi Kojima (12), Minoru Suzuki (12), MVP (12), Hirooki Gotō (12), Karl Anderson (8), Hiroyoshi Tenzan (8), La Sombra (4), Wataru Inoue (4), Strong Man (en) (4) |
| 21 | Tetsuya Naitō | A : Tetsuya Naitō (12), Hiroshi Tanahashi (12), Yoshihiro Takayama (10), Togi Makabe (10), Giant Bernard (10), Toru Yano (10), Yūji Nagata (10), Lance Archer (8), Yujiro Takahashi (6), Hideo Saito (2) B : Shinsuke Nakamura (14), Satoshi Kojima (12), Minoru Suzuki (12), MVP (12), Hirooki Gotō (12), Karl Anderson (8), Hiroyoshi Tenzan (8), La Sombra (4), Wataru Inoue (4), Strong Man (en) (4) |
| 21 | La 21e édition s'est déroulée du 1er au 14 août 2011 sur 10 shows et comprenait 20 catcheurs en faisant le plus grand G1 Climax de l'histoire,. | |
| 22 | Kazuchika Okada | A : Karl Anderson (10), Hiroshi Tanahashi (10), Shelton Benjamin (8), Yūji Nagata (8), Minoru Suzuki (8), Satoshi Kojima (8), Naomichi Marufuji (8), Toru Yano (6), Yujiro Takahashi (6) B : Kazuchika Okada (10), Lance Archer (8), Hirooki Gotō (8), Togi Makabe (8), MVP (8), Tetsuya Naitō (8), Hiroyoshi Tenzan (8), Shinsuke Nakamura (8), Rush (6) |
| 22 | Karl Anderson | A : Karl Anderson (10), Hiroshi Tanahashi (10), Shelton Benjamin (8), Yūji Nagata (8), Minoru Suzuki (8), Satoshi Kojima (8), Naomichi Marufuji (8), Toru Yano (6), Yujiro Takahashi (6) B : Kazuchika Okada (10), Lance Archer (8), Hirooki Gotō (8), Togi Makabe (8), MVP (8), Tetsuya Naitō (8), Hiroyoshi Tenzan (8), Shinsuke Nakamura (8), Rush (6) |
| 22 | La 22e édition s'est déroulée du 1er au 12 août sur 9 shows et comprenait 18 catcheurs,. | |
| 23 | Tetsuya Naitō | A : Hiroshi Tanahashi (11), Katsuyori Shibata (10), Davey Boy Smith, Jr. (10), Prince Devitt (10), Togi Makabe (10), Kazuchika Okada (9), Hirooki Gotō (8), Lance Archer (8), Satoshi Kojima (8), Tomohiro Ishii (6) B : Tetsuya Naitō (10), Minoru Suzuki (10), Karl Anderson (10), Shelton X Benjamin (10), Shinsuke Nakamura (10), Yūji Nagata (10), Kōta Ibushi (8), Toru Yano (8), Yujiro Takahashi (8), Hiroyoshi Tenzan (6) |
| 23 | Hiroshi Tanahashi | A : Hiroshi Tanahashi (11), Katsuyori Shibata (10), Davey Boy Smith, Jr. (10), Prince Devitt (10), Togi Makabe (10), Kazuchika Okada (9), Hirooki Gotō (8), Lance Archer (8), Satoshi Kojima (8), Tomohiro Ishii (6) B : Tetsuya Naitō (10), Minoru Suzuki (10), Karl Anderson (10), Shelton X Benjamin (10), Shinsuke Nakamura (10), Yūji Nagata (10), Kōta Ibushi (8), Toru Yano (8), Yujiro Takahashi (8), Hiroyoshi Tenzan (6) |
| 23 | La 23e édition s'est déroulée du 1er au 11 août 2013 sur 9 shows et comprenait 20 catcheurs. Le 8 août, la NJPW annonce que Hirooki Gotō et Hiroyoshi Tenzan souffraient respectivement de fracture de la mâchoire et de côtes fracturées et allaient manquer le reste du tournoi,. | |
| 24 | Kazuchika Okada (2) | A : Shinsuke Nakamura (16), Hiroshi Tanahashi (14), Bad Luck Fale (12), Katsuyori Shibata (12), Shelton X Benjamin (10), Tomohiro Ishii (10), Satoshi Kojima (10), Davey Boy Smith, Jr. (10), Doc Gallows (8), Yūji Nagata (8), Tomoaki Honma (0) B : Kazuchika Okada (16), A.J. Styles (16), Karl Anderson (10), Minoru Suzuki (10), Tetsuya Naitō (10), Lance Archer (8), Yujiro Takahashi (8), Hiroyoshi Tenzan (8), Toru Yano (8), Hirooki Gotō (8), Togi Makabe (8) |
| 24 | Shinsuke Nakamura | A : Shinsuke Nakamura (16), Hiroshi Tanahashi (14), Bad Luck Fale (12), Katsuyori Shibata (12), Shelton X Benjamin (10), Tomohiro Ishii (10), Satoshi Kojima (10), Davey Boy Smith, Jr. (10), Doc Gallows (8), Yūji Nagata (8), Tomoaki Honma (0) B : Kazuchika Okada (16), A.J. Styles (16), Karl Anderson (10), Minoru Suzuki (10), Tetsuya Naitō (10), Lance Archer (8), Yujiro Takahashi (8), Hiroyoshi Tenzan (8), Toru Yano (8), Hirooki Gotō (8), Togi Makabe (8) |
| 24 | La 24e édition s'est déroulée du 21 juillet au 10 août 2014 avec 22 participants ce qui fait de cette édition la plus grande jusqu'alors,. | |
| 25 | Hiroshi Tanahashi (2) | A : Hiroshi Tanahashi (14), A.J. Styles (12), Tetsuya Naitō (10), Bad Luck Fale (10), Toru Yano (8), Katsuyori Shibata (8), Kōta Ibushi (8), Togi Makabe (8), Hiroyoshi Tenzan (8), Doc Gallows (6). B : Shinsuke Nakamura (14), Kazuchika Okada (14), Karl Anderson (12), Hirooki Gotō (12), Tomohiro Ishii (10), Michael Elgin (8), Yujiro Takahashi (6), Yūji Nagata (6), Satoshi Kojima (6), Tomoaki Honma (2) |
| 25 | Shinsuke Nakamura | A : Hiroshi Tanahashi (14), A.J. Styles (12), Tetsuya Naitō (10), Bad Luck Fale (10), Toru Yano (8), Katsuyori Shibata (8), Kōta Ibushi (8), Togi Makabe (8), Hiroyoshi Tenzan (8), Doc Gallows (6). B : Shinsuke Nakamura (14), Kazuchika Okada (14), Karl Anderson (12), Hirooki Gotō (12), Tomohiro Ishii (10), Michael Elgin (8), Yujiro Takahashi (6), Yūji Nagata (6), Satoshi Kojima (6), Tomoaki Honma (2) |
| 25 | La 25e édition s'est déroulée du 20 juillet au 16 août 2015 sur 19 shows et comprenait 20 catcheurs. Cette édition fut la plus longue jusqu'alors,. | |
| 26 | Kenny Omega | A : Hirooki Gotō (12), Kazuchika Okada (11), Hiroshi Tanahashi (11), Bad Luck Fale (10), Naomichi Marufuji (10), Togi Makabe (8), Tama Tonga (8), Sanada (8), Tomohiro Ishii (8), Hiroyoshi Tenzan (4) B : Kenny Omega (12), Tetsuya Naitō (12), Katsuhiko Nakajima (10), Toru Yano (10), Michael Elgin (10), Katsuyori Shibata (10), Evil (8), Tomoaki Honma (6), Yūji Nagata (6), Yoshi-Hashi (6) |
| 26 | Hirooki Gotō | A : Hirooki Gotō (12), Kazuchika Okada (11), Hiroshi Tanahashi (11), Bad Luck Fale (10), Naomichi Marufuji (10), Togi Makabe (8), Tama Tonga (8), Sanada (8), Tomohiro Ishii (8), Hiroyoshi Tenzan (4) B : Kenny Omega (12), Tetsuya Naitō (12), Katsuhiko Nakajima (10), Toru Yano (10), Michael Elgin (10), Katsuyori Shibata (10), Evil (8), Tomoaki Honma (6), Yūji Nagata (6), Yoshi-Hashi (6) |
| 26 | La 26e édition s'est déroulée du 18 juillet au 14 août 2016 et comprenait 20 participants. Kenny Omega devient le premier catcheur non-japonais à remporter le tournoi,. | |
| 27 | Tetsuya Naitō (2) | A : Tetsuya Naitō (14), Hiroshi Tanahashi (12), Bad Luck Fale (12), Hirooki Gotō (10), Kōta Ibushi (10), Zack Sabre, Jr. (10), Tomohiro Ishii (8), Togi Makabe (8), Yoshi-Hashi (4), Yūji Nagata (2) B : Kenny Omega (14), Kazuchika Okada (13), Evil (12), Minoru Suzuki (9), Tama Tonga (8), Sanada (8), Juice Robinson (8), Toru Yano (8), Michael Elgin (8), Satoshi Kojima (2) |
| 27 | Kenny Omega | A : Tetsuya Naitō (14), Hiroshi Tanahashi (12), Bad Luck Fale (12), Hirooki Gotō (10), Kōta Ibushi (10), Zack Sabre, Jr. (10), Tomohiro Ishii (8), Togi Makabe (8), Yoshi-Hashi (4), Yūji Nagata (2) B : Kenny Omega (14), Kazuchika Okada (13), Evil (12), Minoru Suzuki (9), Tama Tonga (8), Sanada (8), Juice Robinson (8), Toru Yano (8), Michael Elgin (8), Satoshi Kojima (2) |
| 27 | La 27e édition s'est déroulée du 17 juillet au 13 août 2017 et comprenait 20 participants,. La finale opposant Kenny Omega à Tetsuya Naitō est le match le plus long de l'histoire du tournoi. Cette édition est également marquée par la victoire surprise d'Evil face au champion poids lourds IWGP Kazuchika Okada lors de la journée du 5 août. | |
| 28 | Hiroshi Tanahashi (3) | A : Hiroshi Tanahashi (15), Kazuchika Okada (13), Jay White (12), Minoru Suzuki (10), Evil (10), Yoshi-Hashi (6), Michael Elgin (6), Togi Makabe (6), Hangman Page (6), Bad Luck Fale (6) B : Kōta Ibushi (12), Kenny Omega (12), Zack Sabre, Jr. (12), Tetsuya Naitō (12), Tomohiro Ishii (10), Sanada (8), Juice Robinson (6), Hirooki Gotō (6), Toru Yano (6), Tama Tonga (6) |
| 28 | Kōta Ibushi | A : Hiroshi Tanahashi (15), Kazuchika Okada (13), Jay White (12), Minoru Suzuki (10), Evil (10), Yoshi-Hashi (6), Michael Elgin (6), Togi Makabe (6), Hangman Page (6), Bad Luck Fale (6) B : Kōta Ibushi (12), Kenny Omega (12), Zack Sabre, Jr. (12), Tetsuya Naitō (12), Tomohiro Ishii (10), Sanada (8), Juice Robinson (6), Hirooki Gotō (6), Toru Yano (6), Tama Tonga (6) |
| 28 | La 28e édition s'est déroulée du 14 juillet au 12 août 2018. À cause de travaux de rénovations au Ryōgoku Kokugikan, les trois derniers jours du tournoi se sont passés au Nippon budōkan, salle dans laquelle la fédération n'avait pas organisé d'évènement depuis 2003. Les participants du tournoi ont été annoncés pendant les shows du Kizuna Road. Deux records sont battus lors de ce tournoi, Hiroshi Tanahashi bat le record du nombre de points marqués dans un G1 Climax à 20 participants, et la finale du tournoi opposant Hiroshi Tanahashi et Kōta Ibushi bat le record du match le plus long de l'histoire de tournoi. | |
| 29 | Kōta Ibushi | A : Kōta Ibushi (14), Kazuchika Okada (14), Bad Luck Fale (8), Evil (8), Hiroshi Tanahashi (8), Kenta (8), Sanada (8), Zack Sabre, Jr. (8), Will Ospreay (8), Lance Archer (6) B : Jay White (12), Hirooki Gotō (10), Jon Moxley (10), Tetsuya Naitō (10), Jeff Cobb (8), Juice Robinson (8), Shingo Takagi (8), Taichi (8), Tomohiro Ishii (8), Toru Yano (8) |
| 29 | Jay White | A : Kōta Ibushi (14), Kazuchika Okada (14), Bad Luck Fale (8), Evil (8), Hiroshi Tanahashi (8), Kenta (8), Sanada (8), Zack Sabre, Jr. (8), Will Ospreay (8), Lance Archer (6) B : Jay White (12), Hirooki Gotō (10), Jon Moxley (10), Tetsuya Naitō (10), Jeff Cobb (8), Juice Robinson (8), Shingo Takagi (8), Taichi (8), Tomohiro Ishii (8), Toru Yano (8) |
| 29 | La 29e édition s'est déroulée du 6 juillet au 12 août 2019 avec les journées finales se déroulant au Nippon budōkan à Tokyo. Pour la première fois dans l'histoire du tournoi, la première journée se déroule en dehors du Japon, à l'American Airlines Center, à Dallas. La finale du tournoi oppose Jay White à Kōta Ibushi. | |
| 30 | Kōta Ibushi (2) | A : Kōta Ibushi (14), Will Ospreay (12), Jay White (12), Kazuchika Okada (12), Taichi (8), Jeff Cobb (8), Tomohiro Ishii (8), Shingo Takagi (8), Minoru Suzuki (6), Yujiro Takahashi (2) B : Sanada (12), Evil (12), Tetsuya Naitō (12), Kenta (10), Zack Sabre, Jr. (10), Hirooki Gotō (8), Hiroshi Tanahashi (8), Juice Robinson (8), Toru Yano (6), Yoshi-Hashi (4) |
| 30 | Sanada | A : Kōta Ibushi (14), Will Ospreay (12), Jay White (12), Kazuchika Okada (12), Taichi (8), Jeff Cobb (8), Tomohiro Ishii (8), Shingo Takagi (8), Minoru Suzuki (6), Yujiro Takahashi (2) B : Sanada (12), Evil (12), Tetsuya Naitō (12), Kenta (10), Zack Sabre, Jr. (10), Hirooki Gotō (8), Hiroshi Tanahashi (8), Juice Robinson (8), Toru Yano (6), Yoshi-Hashi (4) |
| 30 | La 30e édition s'est exceptionnellement déroulée en automne 2020, du 19 septembre au 18 octobre, avec les finales se déroulant au Ryōgoku Kokugikan. Cette édition a été décalée à l'origine en raison des jeux olympiques de Tokyo se déroulant en été, qui ont été eux-mêmes reportés à l'année suivante à cause de la pandémie de Covid-19. La finale de ce G1 Climax opposant Kōta Ibushi à Sanada bat le record du combat le plus long de l'histoire du tournoi. | |
| 31 | Kazuchika Okada (3) | A : Kōta Ibushi (14), Shingo Takagi (13), Kenta (12), Zack Sabre, Jr. (12), Toru Yano (10), Tomohiro Ishii (10), Great-O-Khan (8), Tanga Loa (6), Yujiro Takahashi (5), Tetsuya Naitō (0) B : Kazuchika Okada (16), Jeff Cobb (16), Evil (14), Hiroshi Tanahashi (8), Sanada (8), Hirooki Gotō (6), Yoshi-Hashi (6), Tama Tonga (6), Yoshi-Hashi (6), Chase Owens (4) |
| 31 | Kōta Ibushi | A : Kōta Ibushi (14), Shingo Takagi (13), Kenta (12), Zack Sabre, Jr. (12), Toru Yano (10), Tomohiro Ishii (10), Great-O-Khan (8), Tanga Loa (6), Yujiro Takahashi (5), Tetsuya Naitō (0) B : Kazuchika Okada (16), Jeff Cobb (16), Evil (14), Hiroshi Tanahashi (8), Sanada (8), Hirooki Gotō (6), Yoshi-Hashi (6), Tama Tonga (6), Yoshi-Hashi (6), Chase Owens (4) |
| 31 | La 31e édition s'est déroulée du 18 septembre au 21 octobre 2021, avec les finales se déroulant au Nippon budōkan. Le record de nombre de points obtenus en phase de poules est battu par deux catcheurs dans le même tournoi avec Kazuchika Okada et Jeff Cobb obtenant tous les deux un score de 16 points. Tetsuya Naitō déclare forfait pendant le tournoi à la suite d'une blessure au genou subie pendant le match contre Zack Sabre Jr. qui s'est déroulé lors de la première journée du G1. Kazuchika Okada remporte son troisième tournoi en gagnant contre Kōta Ibushi par décision de l'arbitre.                             | |
| 32 | Kazuchika Okada (4) | A : Kazuchika Okada (10), Jonah (8), Lance Archer (6), Tom Lawlor (6), Jeff Cobb (6), Bad Luck Fale (4), Toru Yano (2) B : Tama Tonga (10), Jay White (10), Sanada (6), Taichi (4), Great-O-Khan (4), Chase Owens (4), Tomohiro Ishii (4) C : Tetsuya Naitō (8), Zack Sabre, Jr. (8), Evil (6), Kenta (6), Hirooki Gotō (6), Hiroshi Tanahashi (6), Aaron Henare (2) D : Will Ospreay (8), El Phantasmo (6), Shingo Takagi (6), Yujiro Takahashi (6), Yoshi-Hashi (6), David Finlay (6), Juice Robinson (4)                                                                       |
| 32 | Will Ospreay | A : Kazuchika Okada (10), Jonah (8), Lance Archer (6), Tom Lawlor (6), Jeff Cobb (6), Bad Luck Fale (4), Toru Yano (2) B : Tama Tonga (10), Jay White (10), Sanada (6), Taichi (4), Great-O-Khan (4), Chase Owens (4), Tomohiro Ishii (4) C : Tetsuya Naitō (8), Zack Sabre, Jr. (8), Evil (6), Kenta (6), Hirooki Gotō (6), Hiroshi Tanahashi (6), Aaron Henare (2) D : Will Ospreay (8), El Phantasmo (6), Shingo Takagi (6), Yujiro Takahashi (6), Yoshi-Hashi (6), David Finlay (6), Juice Robinson (4)                                                                       |
| 32 | La 32e édition du G1 Climax s'est déroulée du 16 juillet au 18 août 2022,. Cette édition comporte 28 participants répartis en 4 blocs. | |
| 33 | Tetsuya Naitō (3) | A : Sanada (14), Hikuleo (8), Yota Tsuji (7), Ren Narita (6), Shota Umino (6), Kaito Kiyomiya (6), Gabe Kidd (en) (5), Chase Owens (4) B : Kazuchika Okada (12), Will Ospreay (10), El Phantasmo (6), Tanga Loa (6), Kenta (6), Great-O-Khan (6), Taichi (6), Yoshi-Hashi (4) C : David Finlay (10), Evil (10), Tama Tonga (9), Eddie Kingston (8), Shingo Takagi (7), Mikey Nicholls (4), Henare (4), Tomohiro Ishii (4) D : Tetsuya Naitō (10), Zack Sabre, Jr. (10), Jeff Cobb (9), Alex Coughlin (6), Hiroshi Tanahashi (6), Hirooki Gotō (6), Shane Haste (5), Toru Yano (4) |
| 33 | Kazuchika Okada | A : Sanada (14), Hikuleo (8), Yota Tsuji (7), Ren Narita (6), Shota Umino (6), Kaito Kiyomiya (6), Gabe Kidd (en) (5), Chase Owens (4) B : Kazuchika Okada (12), Will Ospreay (10), El Phantasmo (6), Tanga Loa (6), Kenta (6), Great-O-Khan (6), Taichi (6), Yoshi-Hashi (4) C : David Finlay (10), Evil (10), Tama Tonga (9), Eddie Kingston (8), Shingo Takagi (7), Mikey Nicholls (4), Henare (4), Tomohiro Ishii (4) D : Tetsuya Naitō (10), Zack Sabre, Jr. (10), Jeff Cobb (9), Alex Coughlin (6), Hiroshi Tanahashi (6), Hirooki Gotō (6), Shane Haste (5), Toru Yano (4) |
| 33 | La 33e édition s'est déroulée du 15 juillet au 13 août 2023, de nouveau en 4 blocs, composés cette fois-ci de 8 participants. Pour un total de 32 compétiteurs,. Kaito Kiyomiya de la Pro Wrestling NOAH et Eddie Kingston de la All Elite Wrestling sont invités. | |
| 34 | Zack Sabre, Jr. | A : Zack Sabre, Jr. (14), Shingo Takagi (10), Great-O-Khan (10), Evil (10), Tetsuya Naitō (10), Gabe Kidd (en) (8), Jake Lee (8), Sanada (8), Shota Umino (8), Callum Newman (en) (4) B : David Finlay (12), Konosuke Takeshita (10), Yota Tsuji (10), Ren Narita (10), Jeff Cobb (10), Boltin Oleg (en) (8), Henare (8), Hirooki Gotō (8), Yuya Uemura (en) (8), El Phantasmo (6) |
| 34 | Yota Tsuji | A : Zack Sabre, Jr. (14), Shingo Takagi (10), Great-O-Khan (10), Evil (10), Tetsuya Naitō (10), Gabe Kidd (en) (8), Jake Lee (8), Sanada (8), Shota Umino (8), Callum Newman (en) (4) B : David Finlay (12), Konosuke Takeshita (10), Yota Tsuji (10), Ren Narita (10), Jeff Cobb (10), Boltin Oleg (en) (8), Henare (8), Hirooki Gotō (8), Yuya Uemura (en) (8), El Phantasmo (6) |
| 34 | La 34e édition s'est déroulée du 20 juillet au 18 août 2024. Dans cette édition, le tournoi revient à une formule comprenant deux blocs pour la phase de poules. Avec deux emplacements à gagner dans des phases qualificatives remportées par Callum Newman pour le bloc A et Boltin Oleg pour le bloc B. Jake Lee de la Pro Wrestling NOAH et Konosuke Takeshita de la DDT Pro-Wrestling et de la All Elite Wrestling sont invités. Zack Sabre, Jr. devient le premier catcheur britannique à remporter le trophée. | |

## Vainqueurs
| Victoires | Catcheur          | Participations | Finales | Éditions remportées          |
| --------- | ----------------- | -------------- | ------- | ---------------------------- |
| 5         | Masahiro Chōno    | 16             | 6       | 1991, 1992, 1994, 2002, 2005 |
| 4         | Kazuchika Okada   | 12             | 5       | 2012, 2014, 2021, 2022       |
| 3         | Hiroyoshi Tenzan  | 20             | 4       | 2003, 2004, 2006             |
| 3         | Hiroshi Tanahashi | 22             | 6       | 2007, 2015, 2018             |
| 3         | Tetsuya Naitō     | 14             | 4       | 2013, 2017, 2023             |
| 2         | Kensuke Sasaki    | 10             | 3       | 1997, 2000                   |
| 2         | Kōta Ibushi       | 7              | 4       | 2019, 2020                   |
| 1         | Tatsumi Fujinami  | 8              | 1       | 1993                         |
| 1         | Keiji Mutō        | 8              | 4       | 1995                         |
| 1         | Riki Chōshū       | 3              | 1       | 1996                         |
| 1         | Shinya Hashimoto  | 9              | 2       | 1998                         |
| 1         | Manabu Nakanishi  | 13             | 2       | 1999                         |
| 1         | Yūji Nagata       | 19             | 2       | 2001                         |
| 1         | Hirooki Gotō      | 16             | 2       | 2008                         |
| 1         | Togi Makabe       | 15             | 2       | 2009                         |
| 1         | Satoshi Kojima    | 15             | 2       | 2010                         |
| 1         | Shinsuke Nakamura | 12             | 4       | 2011                         |
| 1         | Kenny Omega       | 3              | 2       | 2016                         |
| 1         | Zack Sabre, Jr.   | 8              | 1       | 2024                         |